# アショタン1世 (ムフラニ公)
ムフラニ公アショタン1世（グルジア語: აშოთან I მუხრანბატონი、グルジア語ラテン翻字: Ashotan I Mukhranbatoni、1561年没）は、カルトリ王国の貴族（タヴァディ）。バグラティオニ王家の傍系であるムフラニ家の創始者バグラト1世の子で、1539年に兄ヴァフタング1世と共同でムフラニのバトニ（公）となった。

## 生涯
アショタンはジョージア王コンスタンティネ2世の息子バグラト1世と、その妻エレネとの間にうまれた。1539年にバグラトがムフラニ公の地位を退いた後、アショタンは兄のヴァフタンと共同でムフラニ公の地位を継承した。また同時にアショタンは、従兄ルアルサブ1世が統治するカルトリ王国の主要地域である内カルトリの軍管区（サドロショ）の司令官（サルダリ）も務めた。
アショタン1世はジョージア王家の伝統に従い、アトス山のイヴィロン修道院の庇護者となった。アショタンが寄進したイヴィロン修道院の食堂館は、カトリコス総主教ニコラス8世の墓所となった。
1554年にサファヴィー朝のシャー・タフマースブ1世がジョージアに侵攻した際、アショタンは兄のヴァフタングやアルチルとともに、姉デディシメディがいるサムツヘ公国の宮廷に避難した。その後アショタンは自領に戻った。アショタンは1561年にプホヴィの山岳住民から攻撃を受け、ムフラニを守ることに成功したが、アショタン自身は戦死した。

## 家族
アショタンの妻の素性は不明であるが、アショタンには娘ケテヴァンがいた。ケテヴァンはカヘティ王ダヴィト1世と結婚した。ケテヴァンはサファヴィー朝のシャー・アッバース1世からイスラム教への改宗を強要されたが、改宗を拒否したため拷問を受けて殺された。その後ケテヴァンはジョージア正教会によって聖人として列聖された。